# Cezije Nasika
Cezije Nasika (Caesius Nasica, 1. stoljeće) bio je rimski vojskovođa iz doba Julijevsko-Klaudijevske dinastije. Poznat je isključivo po tome što je 50-ih služio u Britaniji kao zapovjednik VIII hispanske legije. Na tom je mjestu porazio Venucija, britskog poglavicu koji je pokušao svrgnuti bivšu suprugu, pro-rimsku kraljicu Briganata Kartimanduu.